# Hermann von Rotteck (Historiker)

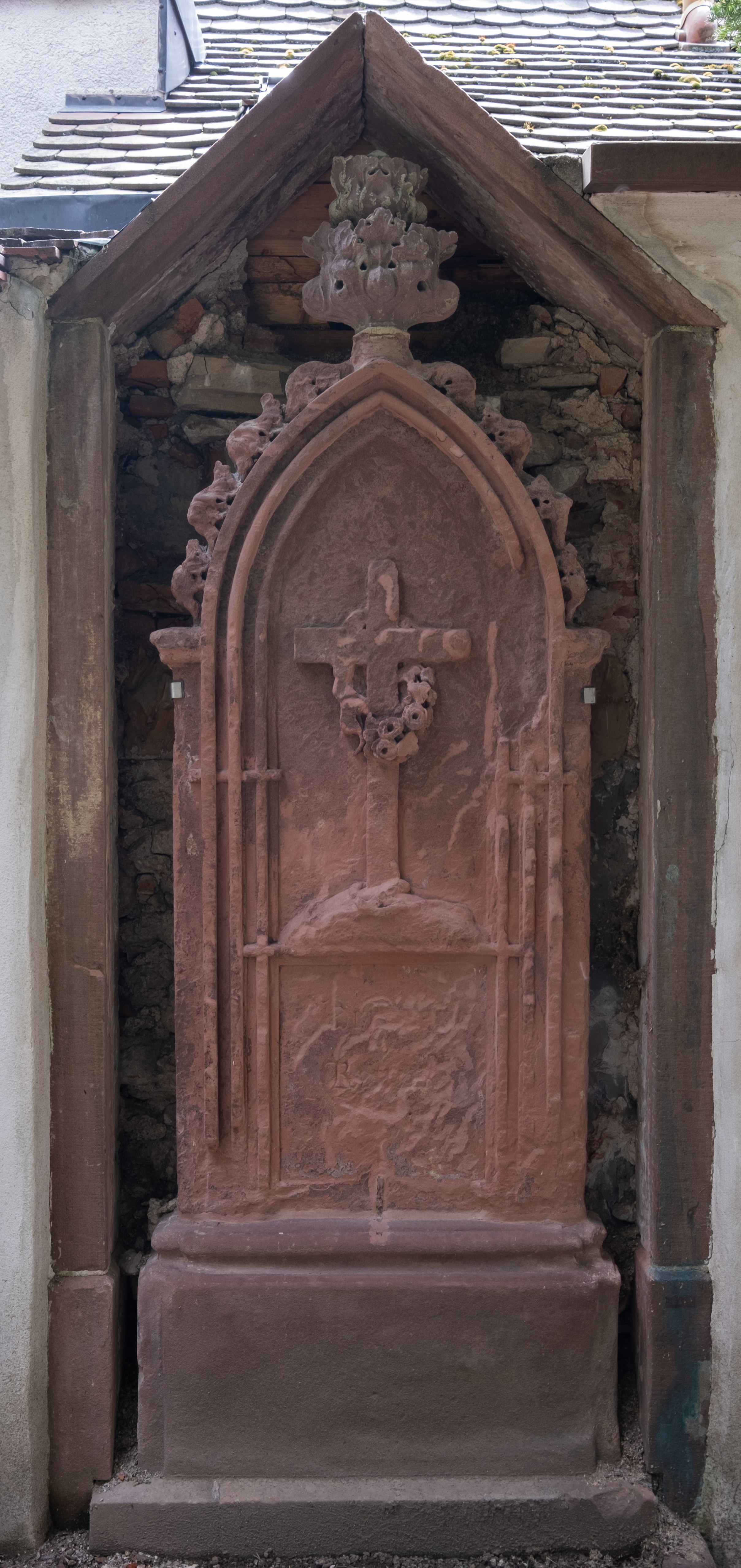
Grabstein auf dem Alten Friedhof in Freiburg

Hermann von Rotteck (* 25. August 1816 in Freiburg im Breisgau; † 12. Juli 1845 ebenda) war ein deutscher Historiker und Jurist.

## Leben
Als Sohn von Karl von Rotteck studierte Hermann an der Albert-Ludwigs-Universität Freiburg Rechtswissenschaft, Philosophie und Geschichte. 1838 wurde er Mitglied des Corps Suevia Freiburg. Promoviert wurde er zum Dr. iur. (1840) und zum Dr. phil. (1841). Mit seinem Vater arbeitete er an einer neuen Auflage der »Allgemeinen Geschichte«, die er nach dessen Tode neben hinterlassenen Schriften und einer Lebensgeschichte herausgab. Daneben schrieb er an einer »Geschichte der neuesten Zeit von 1814–40« und eine »Bildergalerie zur allgemeinen Geschichte von Karl v. Rotteck«. Vom Deutschen Idealismus und der politischen Richtung seines Vaters durchdrungen, engagierte sich der „extrem liberale“ Rotteck 1842 bei den Wahlen zur Badischen Ständeversammlung (erfolglos) für die Opposition. Das brachte ihm die Missgunst des großherzoglichen Staatsministeriums ein, das seine Habilitation als Privatdozent an der Universität Freiburg erst 1844 mit zweijähriger Verspätung genehmigte. Schon todkrank, starb er indessen mit 29 Jahren. Für die neue Auflage des Rotteck-Welckerschen Staatslexikons hatte er noch viele Artikel bearbeitet.